# Challenger Salinas 2005
Il Challenger Salinas 2005 è stato un torneo di tennis facente parte della categoria ATP Challenger Series nell'ambito dell'ATP Challenger Series 2005. Il torneo si è giocato a Salinas in Ecuador dal 14 al 20 marzo 2005 su campi in cemento.

## Vincitori

### Singolare
Dennis van Scheppingen ha battuto in finale  Franco Ferreiro con il punteggio di 6–2, 6–4

### Doppio
Juan Pablo Brzezicki /  Cristian Villagrán hanno battuto in finale  Juan Pablo Guzmán /  Sergio Roitman con il punteggio di 6–2, 6–4